# Storia dell'agricoltura
Per storia dell'agricoltura si intende la storia delle varie evoluzioni dell'uomo nella sua attività di coltivazione delle piante e di allevamento degli animali, nei suoi vari aspetti agronomici, sociali, ambientali.

## Storia

### Origini
Dati dalla ricerca molecolare e archeologica generati nel corso degli ultimi 15 anni indicano che l'agricoltura è iniziata in modo indipendente in un'area del mondo molto più grande di quanto pensato in precedenza, e comprendente una vasta gamma di taxa. Almeno 11 regioni del Vecchio e del Nuovo Mondo sono state coinvolte come centri indipendenti di origine, comprendenti zone geograficamente isolate sulla maggior parte dei continenti, anche se ne sono state suggerite molte di più. Il primo sviluppo è datato circa 11.500 anni fa, separatamente nella mezzaluna fertile e al Chogha Golan nel moderno Iran, dove orzo selvatico, grano e lenticchie sono stati coltivati e dove le forme domestiche di grano sono apparse circa 9800 a.C..
L'agricoltura sarebbe quindi evoluta circa 10.000 anni fa attraverso la domesticazione. 
L'economia dell'Antico Egitto era basata sull'agricoltura e fu tra le prime popolazioni a utilizzare l'aratro in legno, e anche la zappa; soprattutto nel bacino del medioriente e del mediterraneo, l'uomo, abbandonata la vita nomade per insediarsi stabilmente, cominciò ad addomesticare gli animali. L'allevamento garantiva una maggiore disponibilità di carne e latte, oltreché materie prime come lana e pelli e fino alla scoperta dei motori a scoppio, fu la più importante forza di lavoro come aiuto nell'aratura e nella fertilizzazione del terreno.
Il rapporto tra la proprietà della terra e ruolo sociale divenne ben presto fondamentale.
Nel mondo classico e latino, il sistema agrario si basava sulla divisione della terra in funzione all'esigenza della città e sull'ager publicus oltreché nella rotazione biennale dove, in autunno, circa metà della terra veniva seminata con cereali e l'altra metà veniva lasciata a riposo (maggese). Il secondo anno s'invertivano le due porzioni.

### Nuove piante
Durante il Medioevo giunsero in Europa nuove piante portate dagli arabi: riso, cotone, carrubo, pistacchio, spinacio, agrumi. Dopo la scoperta dell'America giunsero il mais, la patata, il fagiolo, l'arachide, il pomodoro, il peperone, la papaya.

### La prima rivoluzione agricola
L'agricoltura basata sulla rotazione biennale e sul maggese rimase predominante fino al XVII secolo. Il progressivo sviluppo dei commerci, tuttavia, stimolò gradualmente l'adozione di nuove tecniche produttive.
In particolare, nelle Fiandre e nel Brabante il terreno era poco fertile, ma il notevole sviluppo del commercio marittimo fece aumentare notevolmente la domanda di prodotti quali il lino per le tele, i coloranti per il panno, l'orzo e il luppolo per la birra, la canapa per le funi, il tabacco ecc. La densità della popolazione, inoltre,
favoriva lo sviluppo dell'orticoltura e della frutticoltura. Si adottarono quindi nuove tecniche basate sulla rotazione pluriennale e sulla sostituzione del maggese con pascoli per il bestiame, anche per ottenerne concime naturale.
Tali innovazioni vennero studiate da esperti europei ed americani. L'agronomo inglese Richard Weston visitò le province fiamminghe intorno al 1650 e descrisse in una sua famosa opera, A discourse of husbandrie used in Brabant and Flanders, il loro metodo basato sulla rotazione delle colture (lino, rapa, avena, trifoglio). I nuovi metodi dettero origine al cosiddetto sistema di Norfolk, generalmente considerato il prototipo di una nuova agricoltura che, grazie alla rotazione e ad altri aspetti (recinzioni, grandi aziende, lunghe affittanze, aratro in metallo tirato da cavalli ecc.), consentì all'Inghilterra di esportare grandi quantità di grano e farine nel periodo 1700-1770. Secondo Paul Bairoch, il notevole sviluppo dell'agricoltura stimolò la successiva rivoluzione industriale grazie alla domanda di aratri e altri attrezzi in metallo.
Altri paesi seguirono l'esempio dell'Inghilterra. Ad esempio, in Francia, in cui le tecniche agricole medioevali dominarono fino al 1750, la scuola fisiocratica di François Quesnay propose espressamente fin dal 1756 (data dell'articolo Fittavoli che Quesnay scrisse per l'Encyclopédie) l'adozione del modello inglese.

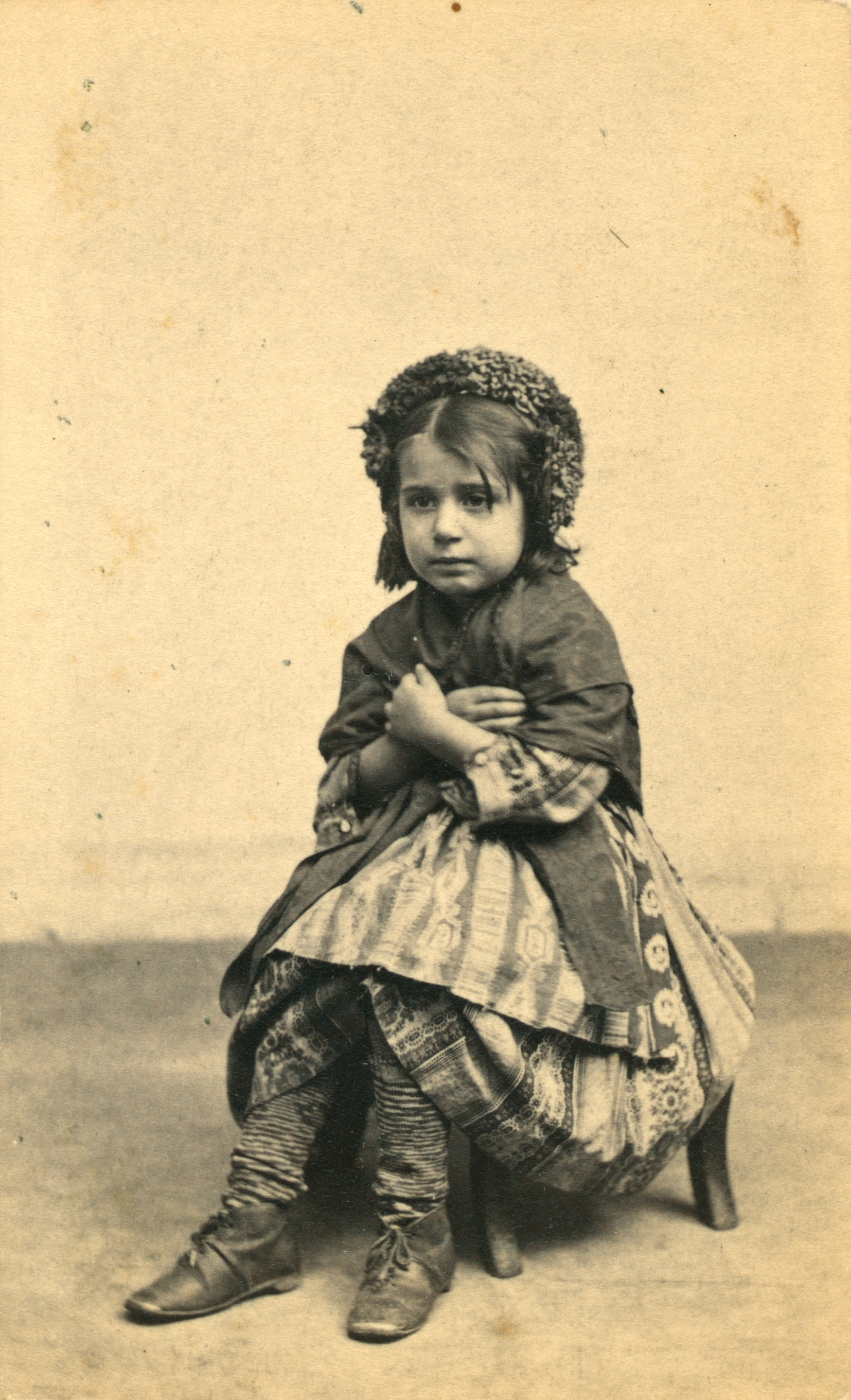
Giovane contadina italiana, fine Ottocento

### La seconda rivoluzione agricola
La rivoluzione industriale chiamò a sé dalle campagne numerosi braccianti che si riversarono verso altri continenti e nelle grandi città. In Italia la migrazione fu dal sud verso il triangolo Piemonte/Veneto/Emilia e per contrastarla furono previsti dei piani governativi ossia piani di bonifica delle terre governative che venivano destinate all'agricoltura.
Nel corso del XIX secolo migliori strumenti aratori e sistemi di semina, acquisizione sul mercato di nuove sementi e di nuove piante con elevata produttività (mais), la comparsa delle macchine agricole e dei concimi chimici, attuarono una profonda ristrutturazione rurale che stimolò ancora la costruzione di nuove attrezzature e macchine per tutte le esigenze lavorative agrarie.
L'attività agricola divenne ben presto di tipo industriale nei Paesi economicamente avvantaggiati, mentre nell'Europa dell'Est, Sud America, Asia e Africa rimasero grandi terreni non coltivati.

### Agricoltura contemporanea

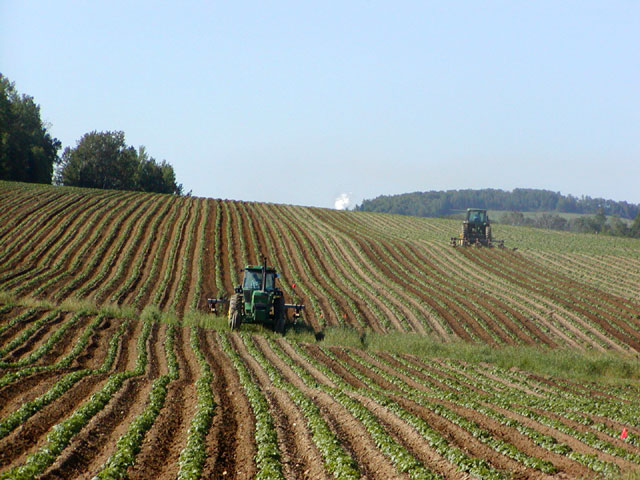
Coltivazione di patate

Nei secoli, e sino a tempi recenti anche nel Mondo Occidentale, l'agricoltura ha avuto sempre primaria importanza per lo sviluppo dei popoli e degli Imperi. Oggi è spesso degnata di un'attenzione superficiale nelle economie moderne, mentre resta fonte primaria di sussistenza e perno dello sviluppo economico dei paesi più poveri ed arretrati. L'importanza di questa pratica è dimostrata dal fatto di essere a tutti gli effetti una scienza e di essere ormai al confine con numerose altre scienze come la genetica e la biologia sia animale che vegetale.
I governi dei paesi industrializzati tra il 1960 e fine anni novanta hanno indotto la cosiddetta rivoluzione verde, ossia hanno investito in maniera consistente nella ricerca agricola, direttamente sui campi degli agricoltori, cercando altri sistemi per incrementare la produzione alimentare con lo sviluppo di prodotti pesticidi e fertilizzanti, incoraggiandoli ad utilizzare queste nuove tecnologie e rivoluzionando le tradizionali pratiche agrarie con l'abbandono e l'estinzione di molte varietà locali e tradizionali.

L'agricoltura contemporanea si basa sempre più sull'immissione di energia esterna al sistema sotto forma di fitofarmaci, meccanizzazione, fertilizzanti, ingegneria genetica, tecnologia; si parla quindi di agricoltura intensiva, in antagonismo all'agricoltura estensiva.
Ferme restando le implicazioni negative di una pratica agricola intensiva troppo spinta, la continua crescita dei fabbisogni alimentari mondiali, la necessità di mantenere bassi i prezzi degli alimenti, la riduzione della superficie coltivabile, l'esigenza di coltivare anche in zone nettamente sfavorevoli (talvolta anche per inquinamento) e di poter ottenere prodotti di qualità nutrizionale elevata, pongono gli operatori davanti ad una limitata rosa di scelte.
Le pratiche tradizionali usate prima della rivoluzione verde avevano il difetto di non essere in grado di fornire prodotti in larga quantità ed economici, attraenti per i consumatori, ma soprattutto coerenti con gli standard qualitativi e di sicurezza imposti dalla legge nonché adatti ai processi di trasformazione industriale. Una parte di questa agricoltura tradizionale prende oggi il nome di agricoltura biologica, che costituisce comunque una nicchia di mercato di una certa rilevanza e presenta prezzi medio-alti.
D'altra parte l'agricoltura intensiva presenta evidenti problemi di sostenibilità e per questo di anno in anno cresce l'esigenza di tecnologia di settore sempre più attenta alle problematiche ambientali.
Tra le soluzioni tecnologiche, si è avuto da un lato l'adozione di approcci di lotta integrata, dall'altro il miglioramento dei composti chimici (meno tossici e persistenti) e delle varietà impiegate. In questa ottica si collocano anche gli O.G.M., Organismi geneticamente modificati.

### Sviluppo italiano

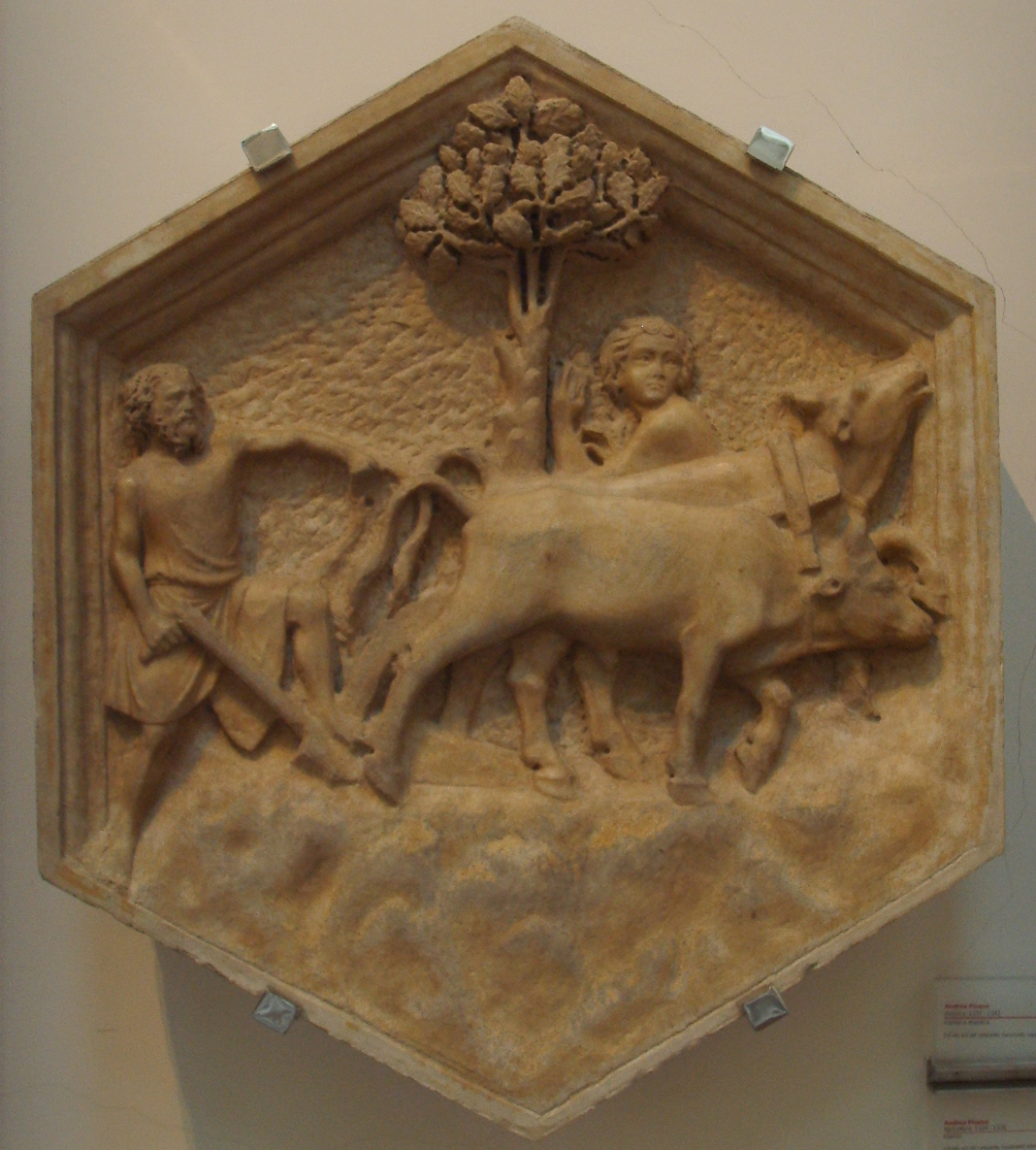
Agricoltura, formella del Campanile di Giotto, Andrea Pisano, 1334-1336, Firenze

Anche se la meccanizzazione ha uno stampo anglosassone, le primissime macchine agricole del XVII secolo, sono il frutto dell'ingegno italiano:
- Giuseppe Locatelli, costruì la prima semplice seminatrice, composta da un cassetto contenente i semi applicato all'aratro. Procedendo, l'aratro faceva ruotare un distributore a cucchiaio inserito nel cassetto ed il seme cadeva a terra.
- Giovanni Cavallina, costruì la prima macchina seminatrice meccanica, con un sistema di ripiani a fori e dei piccoli tubi, deponeva i semi nei solchi appena tracciati dall'aratro.
- Nel XIX secolo Lambruschini e i fratelli Ridolfi, costruirono un rovesciatore di tipo elicoidale per sminuzzare le zolle più grosse.

Il primo motore a combustibile fu la macchina a vapore, utilizzata per far funzionare le prime trebbiatrici per cereali e le presse per paglia e fieno.
Negli Stati Uniti si costruì il primo trattore, la macchina motrice per eccellenza. Erano però macchine pesantissime e difficili da maneggiare. Dopo vent'anni di prove, le industrie Ford fornirono agli agricoltori americani trattori più leggeri, facili da riparare, semplici nella manutenzione, a prezzi accessibili.
- nel 1930, le industrie Landini costruirono il primo trattore con motore testa calda, ben utilizzato nelle grandi opere di bonifica e dissodamento.